# Луций Папирий
Луций Папирий (на латински: Lucius Papirius) е политик на ранната Римска република през 5 век пр.н.е. Произлиза от фамилията Папирии.
През 430 пр.н.е. Луций Папирий е цензор заедно с Публий Пинарий. Двамата са патриции. Консули тази година са Луций Юлий Юл и Луций Папирий Крас.